# Gryllomorpha brevicauda
Gryllomorpha brevicauda är en insektsart som beskrevs av Bolívar, I. 1914. Gryllomorpha brevicauda ingår i släktet Gryllomorpha och familjen syrsor.

## Underarter
Arten delas in i följande underarter:
- G. b. brevicauda
- G. b. australis
- G. b. borealis